# Elophos reducta
Elophos reducta là một loài bướm đêm trong họ Geometridae.